# Dicliptera crenata
Dicliptera crenata är en akantusväxtart som beskrevs av Friedrich Anton Wilhelm Miquel. Dicliptera crenata ingår i släktet Dicliptera och familjen akantusväxter. Inga underarter finns listade i Catalogue of Life.